# Bankrånet i Tiflis 1907

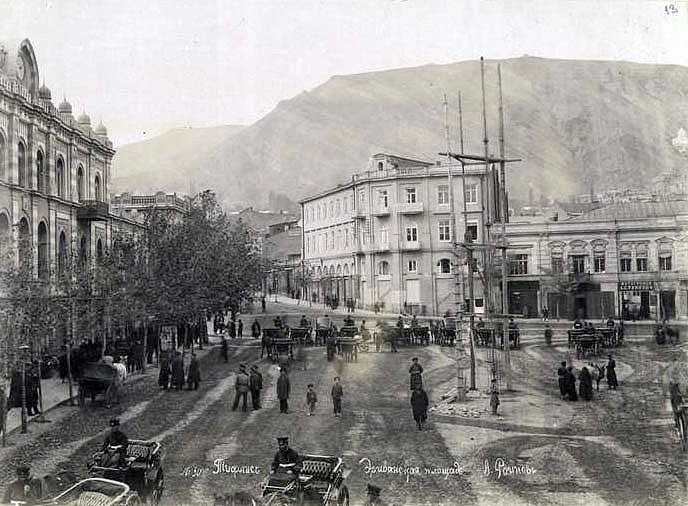
Jerevantorget någon gång under 1870-talet.

Bankrånet i Tiflis 1907, även känt som exproprieringen vid Jerevantorget, var ett väpnat rån av en penningtransport i den georgiska staden Tiflis (Georgiens nuvarande huvudstad, Tbilisi), utfört av bolsjevikiska revolutionärer. Rånet ägde rum den 26 juni 1907[a] på Jerevantorget (numera Frihetstorget). Bankens diligens attackerades under en penningtransport mellan postkontoret och Ryska imperiets statsbank. Rånarna använde bomber och skjutvapen för att attackera diligensen och omringa säkerhetsvakterna, vilket resulterade i att fyrtio människor dog och femtio skadades i folkträngseln, enligt officiella siffror från arkiven. Rånarna undkom med 341 000 rubel (omkring 25 miljoner svenska kronor eller 3 miljoner euro i 2008 års penningvärde).
Rånet planerades och/eller utfördes av ett flertal ledande bolsjeviker, inklusive Vladimir Lenin, Josef Stalin, Maksim Litvinov, Leonid Krasin, Aleksandr Bogdanov och Kamo, i syfte att finansiera sina revolutionära aktiviteter. Den negativa publicitet som följde på händelsen användes senare mot Lenin och Stalin som båda försökte undvika att förknippas med rånet.
Jerevantorget döptes under Sovjettiden om till Lenintorget och en staty av Lenin restes där. Kamo, som var rånarligans ledare, fick under Sovjetunionens tidiga dagar ett monument och sin grav placerade i närheten av torget. Dessa avlägsnades senare.

## Bakgrund
Rysslands socialdemokratiska arbetareparti (RSDAP), Sovjetunionens kommunistiska partis föregångare, bildades 1898. Partiets politiska målsättning var, i enlighet med marxistisk teori, att förändra det ekonomiska och politiska systemet genom en socialistisk revolution. Utöver sina politiska aktiviteter ägnade sig RSDAP och andra revolutionära grupper (som anarkister och socialistrevolutionärer) åt en rad militanta operationer, kallat expropriering, som i deras fall innebar väpnade rån av statliga eller privata tillgångar. Rånen utfördes för att finansiera den revolutionära verksamheten.

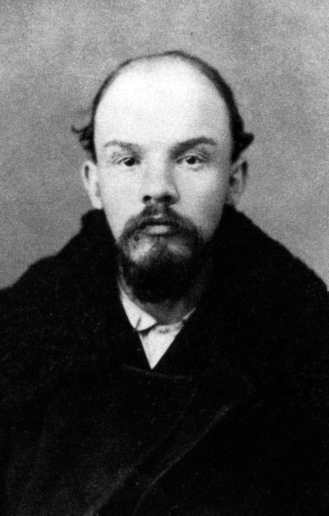
Polisfotografi av Lenin från december 1895.

På partikongressen i London 1903 splittrades RSDAP i två grupperingar, bolsjevikerna och mensjevikerna. I maj-juni 1907 höll RSDAP sin femte kongress, åter i London, och förhoppningarna var stora på att överbrygga meningsskiljaktigheterna mellan dessa två fraktioner. En viktig skiljefråga var just synen på militanta aktiviteter, i synnerhet exproprieringarna. De mer militanta bolsjevikerna, ledda av Lenin, som närvarade på kongressen ansåg att man skulle fortsätta med rånen, medan mensjevikerna förespråkade ett mer fredligt och gradvis tillvägagångssätt. Kongressen röstade igenom en resolution om att fördöma deltagande i eller stöttande av militanta aktiviteter, inklusive exproprieringar som sågs som "desorganiserande och demoraliserande", och efterlyste att all partimilis skulle upplösas. Resolutionen röstades igenom med 65 procent för och 6 procent emot (övriga deltagare lade ned sina röster). Samtliga mensjeviker, och vissa bolsjeviker, stödde resolutionen.
Trots att partiet hade ett förbud mot separata kommittéer valde bolsjevikerna under partiets femte kongress ett eget styrande organ, som de höll hemligt från resten av partiet. Detta organ styrdes av en "finansgrupp" som bestod av Lenin Leonid Krasin och Aleksandr Bogdanov. Utöver de reguljära partiaktiviteterna hade finansgruppen redan planerat ett antal exproprieringar i olika delar av Ryssland före kongressen. Rånet i Tiflis var redan bestämt och ägde rum bara några veckor efter att kongressen var över.

## Förberedelser
I april 1907 höll ledande bolsjeviker ett möte i Berlin där de planerade ett rån för att finansiera nya vapeninköp. Bland deltagarna återfanns Lenin, Krasin, Bogdanov, Maksim Litvinov och Stalin.[b] De bestämde att Stalin, som då gick under smeknamnet Koba, och hans kamrat Kamo (Simon Ter-Petrossjan) skulle organisera ett bankrån i Tiflis. Både Stalin och Kamo var av georgiskt ursprung.

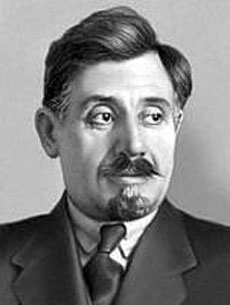
Simon Ter-Petrossian, mer känd som Kamo, 1922.

Stalin var 29 år gammal och bodde i Tiflis med sin fru Jekaterina och nyfödda son Jakov. Stalin hade erfarenhet av bankrån och hade blivit känd som den främsta finansiären av ledningens verksamhet. Kamo, som var några år yngre än Stalin, var känd för att vara särskilt hänsynslös. Kamo drev vid denna tid en kriminell organisation vid namn "Stridstekniska gruppen under RSDAP:s centralkommitté". Enligt Stalin var han en "mästare på förklädnader" och Lenin kallade honom sin "kaukasiska bandit". Stalin och Kamo hade växt upp tillsammans och det var Stalin som hade fått Kamo att bli marxist.
Efter mötet i april reste Stalin och Maksim Litvinov till Tiflis för att informera Kamo om planerna och börja organisera attacken. Enligt Roman Brackmans The Secret File of Joseph Stalin: A Hidden Life var Stalin vid denna tidpunkt informatör åt den ryska säkerhetstjänsten (Ochranan). Brackman hävdar att Stalin informerade sin kontakt, officeren Muchtarov, om rånplanerna och lovade att återkomma med mer information.
Väl tillbaka i Tiflis började Stalin planera rånet. Han lyckades komma i kontakt med två personer med information om bankens rutiner: en kontorist vid namn Gigo Kasradze och en gammal skolkamrat till Stalin vid namn Voznesenskij, som jobbade på postkontoret. Voznesenskij uppgav senare att han hyste stor respekt för Stalins romantiska poesi och att det var anledningen till att han hjälpte honom. Voznesenskij hade tillgång till diligensens hemliga schema. Han underrättade Stalin om att en stor penningtransport skulle äga rum med en hästdragen vagn till Tiflisbanken den 26 juni 1907.
Under förberedelserna hjälpte Krasin till med att tillverka bomber som skulle användas för att attackera fordonet. Kamos gäng smugglade in bomberna i Tiflis inuti en soffa. Bara ett par veckor före rånet råkade Kamo detonera en av Krasins bomber när han skulle installera tändanordningen. Kamo skadade sitt öga svårt och fick ett permanent ärr. Han blev sängliggande under en månad och var ännu inte helt återhämtad vid tiden för rånet.
De ryska myndigheterna blev varse om att en större aktion planerades av revolutionärer i Tiflis, men de kände inte till några detaljer. De ökade dock säkerhetsnivån på torget.

## Dagen för rånet

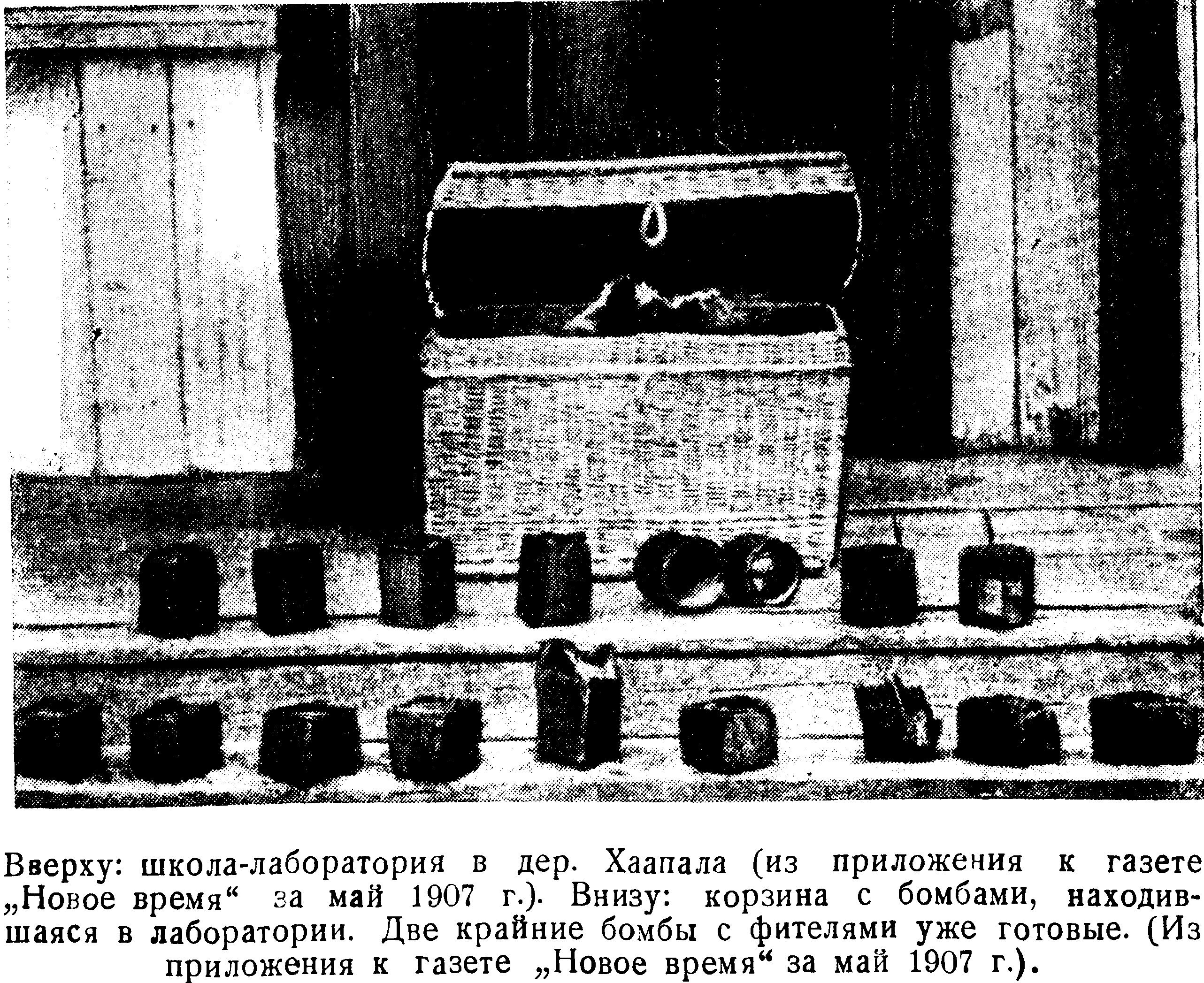
Bomber funna i ett bolsjevikiskt laboratorium i Finland.

Dagen för rånet, den 26 juni 1907, träffades de 20 organisatörerna i närheten av Jerevantorget för att skrida till verket. Efter mötet begav sig var och en till sina angivna platser och inväntade diligensen. Polisen, som precis innan rånet ägde rum hade blivit informerade om att någonting skulle hända, vaktade torgets varje gathörn. För att hantera den ökade säkerheten anvisades varje gängmedlem en polis att hålla ögonen på, och andra medlemmar höll utkik ovanför huvudgatan.
De flesta gängmedlemmarna var klädda som bönder och väntade i gathörnen med revolvrar och granater. Till skillnad från de övriga var Kamo utklädd till kavallerikapten och anlände till torget i en hästdragen phaeton, en slags öppen vagn.
Gruppen förberedde rånet genom att ta över värdshuset Tiliputjuri som vette mot torget. Ett vittne till rånet, David Sagirasjvili, berättade senare att han hade promenerat på torget när en vän vid namn Batjua Kupriasjvili, som senare visade sig vara en av rånarna, bjöd in honom till värdshuset och bad honom att stanna. Väl inomhus insåg Sagirasjvili att beväpnade män hindrade folk från att lämna byggnaden. När männen hörde en signal som betydde att bankdiligensen närmade sig lämnade de hastigt byggnaden med dragna pistoler.
Tiflis lokala bank var en del av det ryska imperiets statsbank och skötte värdetransporterna mellan postkontoret och banken med en hästdragen diligens. Inuti diligensen fanns pengarna, två vakter med gevär, bankens kassör och revisor. Bakom diligensen färdades en phaeton fylld med vakter, och vakter till häst red framför, bakom och bredvid transporten.

### Attacken

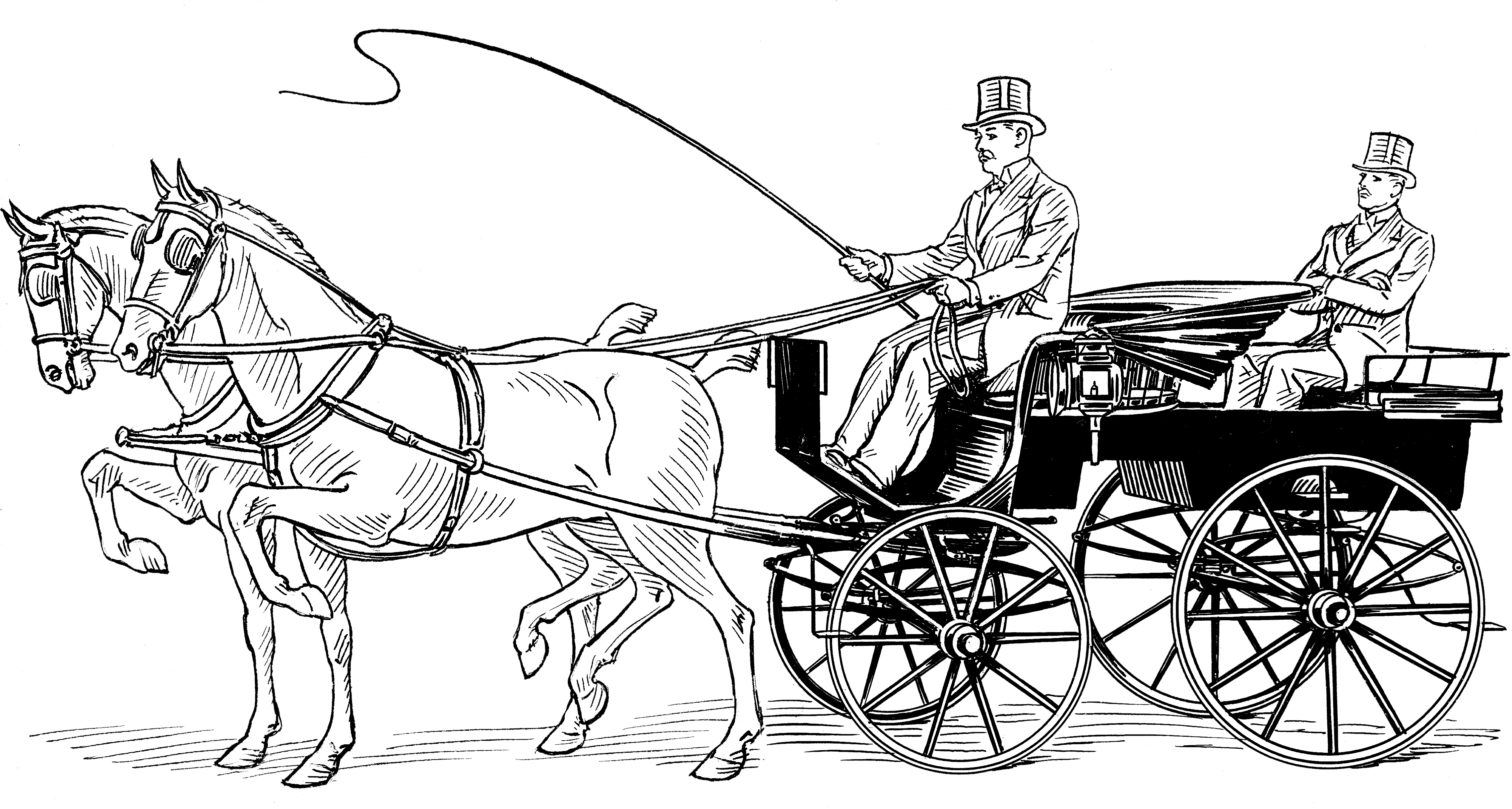
Bild av en typisk phaeton, som användes under rånet.

Diligensen anlände till torget runt halv elva på förmiddagen. När Kupriasjvili bedömde att den var tillräckligt nära gav han en signal till rånarna att attackera. När signalen gavs kastade rånarna sina granater mot transporten. Explosionerna dödade både hästarna och vakterna. Rånarna började därefter skjuta mot vakterna runt transporten och poliserna runtom på torget.
Vittnen rapporterade om att bomber kastades från alla håll och kanter. Den georgiska tidningen Isari skrev att Ingen kunde avgöra om det fruktansvärda skjutandet var kanonskott eller bombexplosioner ... Ljudet orsakade panik överallt ... nästan över hela staden, folk började springa. Vagnar och kärror galloperade iväg ... Bombexplosionerna var så starka att de enligt uppgifter välte skorstenar och krossade alla glasfönster i närheten. Stalins fru Jekaterina Svanidze stod på balkongen vid deras hem i närheten av balkongen med sin familj och sitt barn. När de hörde explosionerna sprang de skräckslagna in i huset.
Även om explosionerna hade dödat många av vakterna och hästarna, levde fortfarande en skadad häst som var bunden till vagnen. Det blödande djuret skenade iväg från platsen med transporten bakom sig. Tre av rånarna, Kupriashvili, Datiko Tjibriasjvili och Kamo, jagade efter. Kupriasjvili kastade en granat mot det flyende ekipaget, och explosionen sprängde bort hästens ben och dödade den. Kupriasjvili själv kastades i luften av smällen och han föll medvetslös till marken. Efter att han vaknat upp lyckades han smyga bort från torget innan säkerhetsstyrkorna anlände. Efter att transporten stannat gick Datiko Tjibriasjvili in för att ta säckarna med pengar medan Kamo, skjutandes omkring sig, red mot transporten. Väl framme hjälptes Tjibriasjvili och en annan rånare åt att kasta över de stulna pengarna till Kamos phaeton. I kaoset lämnade rånarna oavsiktligt 20 000 rubel i vagnen. Efter rånet försökte en överlevande diligensförare stoppa på sig en del av pengarna. Han arresterades senare för stöld.

### Flykt och efterspel
Efter att ha säkrat pengarna red Kamo i snabb fart ut från torget och stötte på den vice polischefen i en hästvagn. Istället för att vända om låtsades Kamo vara en del av säkerhetsstyrkorna och skrek till polisen att "pengarna är säkra. Spring till torget." Polischefen lydde den till synes kavallerikaptenen, och insåg inte förrän långt senare att han hade blivit lurad.
Kamo begav sig därefter till gängets huvudkvarter där han bytte kläder. Rånarna skingrade sig snabbt och ingen greps på bar gärning av myndigheterna. Eliso Kupriasjvili lyckades till och med lämna torget, stjäla en läraruniform han hittade i närheten och sedan återvända till torget för att beskåda scenen. Torget var ett blodbad. Femtio personer låg skadade på torget bredvid döda hästar och människor. Myndigheterna uppgav att endast tre personer omkommit men dokument ur säkerhetstjänstens arkiv avslöjade senare att antalet döda egentligen var fyrtio.
Banken var osäker på hur mycket pengar den egentligen hade förlorat från rånet, men uppskattade att omkring 341 000 rubel hade stulits. Michail Botjoridze och hans fru Maro sydde in pengarna i en madrass som gömdes på en soffa där Stalin arbetade. Av de 341 000 rublerna bestod omkring 91 000 av små ospårbara sedlar, men omkring 250 000 rubel bestod av stora 500-rubelsedlar med serienummer som polisen kände till. Detta gjorde det svårt att växla dem obemärkt.

### Stalins roll

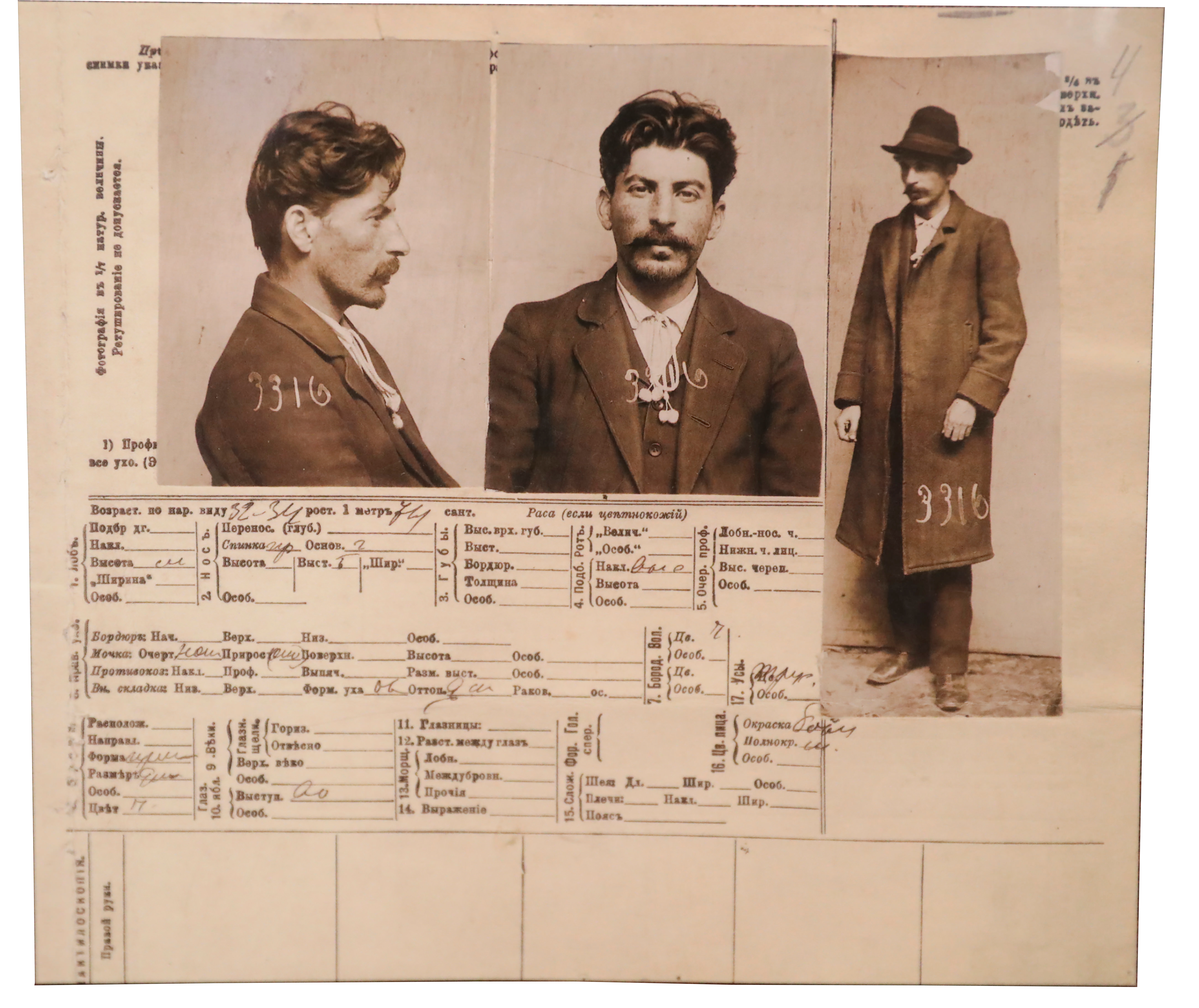
Informationskortet för "I. V. Stalin", från tsarens säkerhetstjänst i St:Petersburg 1911.

Exakt vad Stalin gjorde under dagen för rånet är omdiskuterat. Efter rånet uppkom rykten om att Stalin kastade den första granaten från taket på ett närliggande hus. En källa, P. A. Pavlenko, hävdade att Stalin attackerade själva transporten och sårades av bombsplitter. Kamo uppges ha sagt att Stalin inte alls deltog i rånet utan betraktade det hela från håll. En annan källa som anges i en polisrapport hävdar att Stalin observerade det hänsynslösa blodbadet, medan han rökte en cigarett på gårdsplanet till ett hus. Ytterligare en källa hävdar att Stalin befann sig på järnvägsstationen under rånet och inte ens var på torget. Stalins svägerska uppgav att Stalin samma natt kom hem och berättade för familjen om framgången med rånet.
Stalins roll under rånet ifrågasattes senare av några av hans revolutionära kamrater, inklusive Leo Trotskij och Boris Nikolajevskij. I sin bok Stalin – An Appraisal of the Man and his Influence, analyserade Trotskij de många publikationer som beskriver rånet i Tiflis och andra militanta bolsjevikiska aktiviteter under samma tid, och drog slutsatsen att det var andra som slogs; Stalin övervakade dem på avstånd. Enligt Nikolajevskij var det i allmänhet så att [d]en roll som Stalin spelade i Kamos grupp överdrevs senare. Kun upptäckte dock senare officiella arkivdokument som tydligt visar att från sena 1904 eller tidiga 1905 deltog Stalin i planerandet av expropriationer och att [d]et är nu säkert att [Stalin] kontrollerade planerna hos den grupp som senare utförde rånet i Tiflis.

## Flytten av pengarna och Kamos arrestering
Pengarna från rånet förvarades ursprungligen hos Stalins vänner Mika och Maro Botjoridze, vars hus låg i Tiflis. Där syddes pengarna in i madrasser för att kunna flyttas och förvaras enkelt, utan att väcka några misstankar. Madrassen med de gömda rublerna blev först flyttad till ett annat gömställe och senare till direktören på Tiflis meteorologiska observatoriums soffa. Stalin hade tidigare arbetat på observatoriet vilket kan ha varit anledningen till att pengarna gömdes där.
Vissa källor hävdade till och med att Stalin själv hjälpte till att flytta pengarna till observatoriet. Direktören hävdade att han aldrig vetat att de stulna pengarna förvarats under hans eget tak. 
En stor del av pengarna flyttades så småningom av Kamo till Lenin i Finland som då var en del av det ryska imperiet. Kamo bodde hos Lenin i dennes datja resten av sommaren. Senare, på hösten, lämnade Kamo Finland för att köpa vapen för framtida aktiviteter; han reste till Paris, och sen till Belgien för att där inhandla vapen och ammunition. Därefter åkte han till Bulgarien för att köpa 200 sprängkapslar.
Efter sina affärer i Bulgarien reste Kamo till Berlin för att leverera ett brev från Lenin till den framstående bolsjevikiske läkaren Jakov Zjitomirskyij, där Lenin frågar om medicinsk hjälp för att vårda Kamos skadade öga. Lenin hade hoppats på att kunna hjälpa mannen som så framgångsrikt utfört rånet, men hade oavsiktligt skickat Kamo till en dubbelagent.Zjitomirskij hade i hemlighet arbetat som agent åt den ryska regeringen och meddelade snabbt Ochrana om hans möte med Kamo. 
Ochranan bad sedan polisen i Berlin att arrestera Kamo.
När polisen grep Kamo fann de ett förfalskat österrikiskt pass och en portfölj med 200 sprängkapslar, som Kamo planerade att använda i ett annat stort bankrån.

## Inlösning av de märkta sedlarna

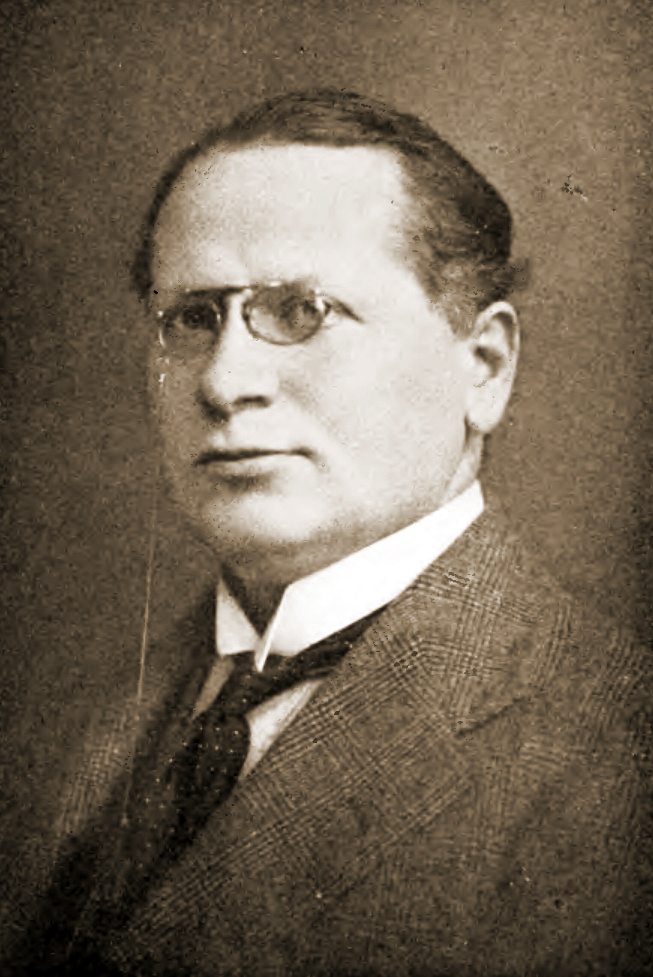
Maxim Litvinov, 1920.

När Lenin fick reda på att Kamo arresterats i Berlin blev han rädd för att han också skulle bli arresterad och planerade att fly från Finland med sin fru. För att kunna lämna Finland utan att följas, gick Lenin fem km över isen på en frusen sjö, nattetid, för att åka med en ångbåt vid en närliggande ö. På sin vandring över isen drunknade nästan Lenin och hans två följeslagare, när isen började ge vika under dem tänkte Lenin: "Åh, vilket dumt sätt att dö på." Lenin lyckades dock ta sig levande därifrån och flydde med sin fru Krupskaja till Schweiz. De omärkta sedlarna från rånet var lätta att växla, men serienumren på 500-rubelsedlarna kände de ryska myndigheterna till, vilket gjorde sedlarna omöjliga att växla i ryska banker. I slutet av 1907 bestämde sig Lenin för att växla de återstående 500-rubelsedlarna utomlands. När förberedelsen av växlingen skedde fick Krasin sin förfalskare att försöka ändra några av serienumren. Tvåhundra av dessa sedlar transporterades utomlands av Martyn Ljadov, som hade dem fastsydda i sin väst (vilket Lenin och Bogdanovs fruar hade gjort i Lenins högkvarter i Kuokkala (nu Repino i Ryssland)). Lenins plan var att låta flera olika personer växla in 500-sedlarna samtidigt på ett antal olika banker runtom i Europa, i januari 1908.. Zjitomirskij fick reda på Lenins plan och rapporterade det till Ochranan. Ochranan kontaktade polisen runt om i Europa och bad dem att arrestera de som försökte växla in sedlarna.
I januari 1908 blev ett flertal personer arresterade när de försökte växla in sedlarna. New York Times rapporterade om att en kvinna som försökt växla en märkt 500-rubelsedel försökte svälja bevismaterialet efter att kassören tillkallat polis, men polisen tog tag i hennes hals innan hon hann svälja. Av de arresterade var Maksim Litvinov den mest välkände. Han arresterades med tolv 500-rubelsedlar på sig när han försökte gå ombord på ett tåg tillsammans med sin älskarinna i Gare du Nord i Paris. Litvinov hade tänkt att bege sig till London för att växla sedlarna. Ryssland krävde att Litvinov skulle överlämnas; det franska justitiedepartementet valde emellertid istället att utvisa honom och hans älskarinna från landet. Den ryska regeringen blev starkt upprörd av Frankrikes agerande. Frankrikes officiella förklaring var att Rysslands begäran om utlämning kom för sent, men vissa kommentatorer har spekulerat i om den franska regeringen handlade under press från franska socialister.
Nadezjda Krupskaja, Lenins fru, skriver om dessa händelser i sina memoarer:
| ” | De från Tiflis införskaffade pengarna överlämnades till bolsjevikerna för revolutionära ändamål. Men pengarna kunde inte användas. De var alla 500-rubelsedlar, och dessa måste växlas. Detta kunde inte göras i Ryssland, då bankerna alltid hade listor för sedlarnas nummer i dylika fall... Pengarna behövdes verkligen. Så en grupp kamrater gjorde ett försök att växla sedlarna samtidigt i olika städer utomlands, bara några dagar efter vår ankomst hade Zjitomirskij varnat polisen om försöket att växla sedlarna, och de som var inblandade blev arresterade. En medlem av gruppen från Zürich, en lett, blev gripen i Stockholm, och Olga Ravitj, en medlem från Genève, som nyligen hade återvänt från Ryssland, blev gripen i München med Bogdassarian och Chozjamirian. I Genève blev N. A. Semasjko gripen efter att ett vykort, adresserat till en av de gripna männen, levererats till hans hus. | „ |

Brackman hävdar att trots gripanden, fortsatte Lenin sina försöka att växla 500-rubelsedlarna och lyckades växla några av dem för 10,000 rubler från en okänd kvinna i Moskva. Enligt Nikolajevskij slutade dock Lenin försöka att växla sedlarna efter gripanden i januari 1908. Bogdanov och Krasin gjorde dock flera försök till. Enligt Nikolajevskij försökte Bogdanov (och misslyckades) med att växla sedlarna i Nordamerika, medan Krasin lyckades ändra några av serienumren och klarade av att växla in flera sedlar till. Kort därefter brände Lenins kamrater alla de återstående sedlarna.

## Rättegången mot Kamo
| ” | "[R]esignerad inför döden, helt lugn. Min grav borde egentligen redan vara täckt av hög gräsväxt. Man måste dö någon gång. Men jag kommer att prova min lycka på nytt. Prova vilken flykt som helst. Kanske kommer vi ännu en gång skratta åt våra fiender...Jag är klädd i järn. Gör vad ni vill. Jag är redo för vad som helst." – Lapp som Kamo gav till en medfånge i väntan på sitt dödsstraff 1912. | „ |

Efter att Kamo arresterats i Berlin och väntade på rättegången fick han ett meddelande från Krasin genom sin advokat Oscar Kohn. Krasin skrev att Kamo skulle låtsas vara sinnesförvirrad för att förklaras olämplig för rättegång. För att göra detta trovärdigt vägrade Kamo äta, slet sönder sina kläder, slet bort sitt hår, gjorde ett självmordsförsök genom hängning, skar upp sina handleder och åt sin egen avföring. För att säkerställa att Kamo inte spelade stack tyska läkare nålar under hans naglar, stack honom med en lång nål i ryggen och brände honom med heta järn, men han avslöjade sig inte. Efter dessa tester skrev den ansvarige läkaren i juni 1909 att "det inte finns någon grund för påståendet att [Kamo] låtsas vara sinnesförvirrad. Han är utan tvekan mentalt sjuk, är oförmögen att framträda i en rättegång och sitta i fängelse. Det är extremt osannolikt att han någonsin kommer att återhämta sig."
År 1909 utlämnades Kamo till ett ryskt fängelse där han fortsatte att spela sinnesförvirrad. I april 1910 var det dags för rättegången. Under rättegången fortsatte skådespelet. Kamo ignorerade förhandlingarna och började istället mata en fågel som han hade smugglat med sig in i salen. Rättegången sköts upp i avvaktan på ytterligare en psykologisk undersökning. Slutsatsen blev att han varit frisk under rånet, men därefter blivit psykiskt sjuk och därför borde hållas inspärrad till dess att han tillfrisknat.
Efter över tre år av spelad sinnesförvirring lyckades Kamo i augusti 1911 fly från mentalsjukhuset i Tiflis genom att såga igenom fönstergallret och klättra ner för ett egenkonstruerat rep.
Under en diskussion om den spelade sinnesförvirringen kommenterade Kamo:
| ” | Vad ska jag säga? De slängde omkring mig, slog mig över benen och sådant. En av männen tvingade mig att se mig själv i spegeln. Där såg inte min egen spegelbild, snarare en slags mager, apliknande man, ohygglig och hemsk, gnisslandes tänder. Då tänkte jag 'Jag kanske faktiskt har blivit galen!' Det var fruktansvärt, men jag sträckte på mig och spottade på spegeln. Jag tror att de gillade det...Jag tänkte väldigt ofta: 'Kommer jag överleva eller bli galen på riktigt?' Det var inte bra. Jag trodde inte på mig själv förstår du...[Myndigheterna] kan förstås sina saker, sin vetenskap. Men de känner inte det kaukasiska folket. Kanske är alla kaukasier galna vad dem anbelangar. Nå, vem kommer att göra vem galen? Ingenting utvecklades. De höll sig till sina vapen och jag till mina. De torterade aldrig mig i Tiflis. De trodde uppenbarligen att tyskar inte kan begå misstag. | „ |

Efter den lyckade flykten träffade Kamo Lenin i Paris. Han blev nedslagen av nyheterna om splittringen mellan Lenin, Bogdanov och Krasin. Han berättade för Lenin om sin arrestering och tiden av simulerat vansinne i fängelset. Efter att ha lämnat Paris träffade Kamo Krasin och började planera ett nytt väpnat rån. Han arresterades emellertid innan rånet kunde genomföras. Han ställdes på nytt till rätta för bankrånet i Tiflis. Han försökte inte spela sinnesförvirrad igen, men låtsades som att han inte mindes någonting av tiden i fängelse i Tiflis. Rättegången var kortvarig och Kamo dömdes till fyra dödsstraff.
Kamo hade dock återigen turen på sin sida och fick sitt straff omvandlat till ett långt fängelsestraff vid Romanovdynastins 300-årsjubileum. Han släpptes från fängelset efter Februarirevolutionen 1917.

## Efterspel
Även om ingen av de huvudansvariga organisatörerna förutom Kamo ställdes till rätta, så blev rånet så ökänt att det hade en kännbar påverkan på både RSDAP och den bolsjevikiska fraktionen.
Det var ursprungligen osäkert vem som låg bakom räden, men efter arresteringen av Kamo, Litvinov och andra blev den bolsjevikiska kopplingen uppenbar. Efter att det uppdagats att bolsjevikerna var involverade i rånet kände sig mensjevikerna förrådda. Det framkom att den bolsjevikiska ledningen agerade oberoende av partiets centrala ledning och på ett sätt som direkt stred mot kongressbeslut. Mensjevikernas ledare Georgij Plechanov ville se en uteslutning av bolsjevikerna. Hans partikamrat Julius Martov beskrev den bolsjevikiska ledningen som ett mellanting mellan ett hemligt sällskap och ett kriminellt gäng. Partiets Tiflis-kommitté uteslöt flera medlemmar, inklusive Stalin, med anledning av rånet. Andra partimedlemmar inledde undersökningar av Lenin och andra som misstänktes ha med rånet att göra. Bolsjevikerna obstruerade och fördröjde dock undersökningarna.
Rånet ledde till att bolsjevikerna blev mindre populära i Georgien och bolsjevikerna i Tiflis stod snart utan effektivt ledarskap. Efter rånet och sin frus död 1907 blev Stalins besök till Tiflis allt färre. Andra ledande bolsjeviker som Michail Tschakaja och Filipp Macharadze följde samma mönster och besökte i stort sett inte Georgien efter 1907. En annan viktig bolsjevikisk figur i Tiflis, Stepan Sjaumjan, flyttade till Baku. Allt detta innebar att deras socialdemokratiska rivaler i Georgien fann sig utan opposition. Mensjevikerna skulle senare komma att styra den kortlivade demokratiska republiken Georgien från 1918 till 1921.
Förutom att medlemmar lämnade partiet bidrog rånet också till att bolsjevikerna tappade i popularitet i europeiska socialdemokratiska kretsar. Lenin försökte tvätta bort kopplingarna mellan honom själv och rånet, vilket kan ha varit en anledning till splittringen mellan honom och Bogdanov och Krasin. Stalin distanserade också sig själv från Kamos gäng och talade aldrig offentligt om sin roll i rånet.
Efter ryska revolutionen 1917 fick många av bolsjevikerna stor politisk makt i det nya Sovjetunionen. Lenin blev Sovjetunionens första ledare. Vid hans död 1924 övertog Stalin den rollen fram till att han dog 1953. Maksim Litvinov blev sovjetisk diplomat och arbetade vid det sovjetiska utrikesministeriet från 1930 till 1939. Leonid Krasin lämnade först politiken efter splittringen med Lenin 1909, men återanslöt sig till bolsjevikerna efter revolutionen och blev landets handelsrepresentant i London och kommissionär för utrikeshandeln fram till sin död 1926.
Aleksander Bogdanov och Kamo blev inte lika framgångsrika. Bogdanov uteslöts ur partiet 1909, officiellt på grund av filosofiska meningsskiljaktigheter. Efter revolutionen blev han Proletkults ledande ideolog, en organisation som syftade till att skapa en ny proletär kultur. Kamo började jobba på tullkontoret. Enligt vissa källor var han för instabil för att kunna jobba hos säkerhetstjänsten. Kamo dog i en trafikolycka 1922 när en lastbil krockade med hans cykel.
Jerevantorget döptes senare om till Lenintorget av sovjetiska myndigheter 1921 och en stor Leninstaty restes på platsen 1956. Kamo begravdes och fick ett monument rest i sin ära vid Pusjkinträdgården, i närheten av Jerevantorget. Monumentet, som skapades av skulptören Iakob Nikoladze, avlägsnades senare under Stalins styre och hans kvarlevor förflyttades till en annan plats. Lenins staty revs ner i augusti 1991 under Sovjetunionens sista månader. Den ersattes av ett frihetsmonument år 2006. Torget döptes också om till Frihetstorget 1991.